# Jermán Ubaldo Lira
Jermán Ubaldo Lira nació en Petare, Venezuela el 29 de mayo de 1867 y falleció el 17 de marzo de 1970. Fue músico, sastre y violinista de la Orquesta Unión Filarmónica Santa Cecilia fundada por su padre Celestino Lira quien era compositor musical.

## Biografía
Sus padres fueron Rosalía Camacho y el compositor Celestino Lira, quien le dio sus primeras clases de música al notar sus dotes en el arte. Comenzó sus estudios con el maestro José María Velásquez, hijo de José Francisco Velásquez , importante músico de la escuela de Chacao. Se trasladó a Caracas para continuar sus estudios, quedándose en casa de una familia amiga. De regreso a Petare abrió una pequeña sastrería en la calle El Comercio, hoy avenida Francisco de Miranda.
En 1909 compuso un himno en honor al generalísimo Francisco de Miranda, el cual sería nombrado luego himno oficial del estado Miranda.
En 1964, debido a edad avanzada, se retiró de la actividad musical. Jermán Ubaldo Lira murió el 17 de marzo de 1970 a los 102 años de edad en Petare.

## Reconocimientos
En su honor fue creada la Casa de la Cultura Jerman Ubaldo Lira o conocida como La Casa de la Cultura de Petare, ubicada en la zona colonial de Petare. También fue creada la Institución: E.B.M. Jerman Ubaldo Lira.
Otros reconocimientos:
- Diploma de Honor a la Ciudadanía de Petare (1913).
- Medalla al Mérito del Gobierno del estado Miranda (1946).
- Orden Francisco de Miranda en su Segunda Clase (1954).
- Medalla al Mérito del Concejo Municipal del Distrito Sucre (1961).
- Diploma al mérito del Gobierno del estado Miranda (1966).
- Bautizo de la Casa de la Cultura del Distrito Sucre con el nombre de Jermán Ubaldo Lira (1966).
- Placa de Oro del Gobierno del Estado Miranda (1966).
- Declaración de su fecha de nacimiento como día de júbilo por parte del Gobierno del estado Miranda (1966).
- Declaración de su centenario como año jubilar en el Municipio Sucre (1996).
- Bautizo de la Banda Municipal del Distrito Sucre con el nombre de Banda Municipal Jermán Ubaldo Lira (1966).
- Creación del Premio de Música Jermán Lira, auspiciado por el Concejo del Distrito Sucre(1966).